# Dicranota retrorsa
Dicranota retrorsa är en tvåvingeart som beskrevs av Evgenyi Nikolayevich Savchenko 1972. Dicranota retrorsa ingår i släktet Dicranota och familjen hårögonharkrankar.
Artens utbredningsområde är Mongoliet. Inga underarter finns listade i Catalogue of Life.